# Alfonso Domínguez
Alfonso Enrique Domínguez Maidana (Durazno, 24 de setembro de 1965) é um ex-futebolista profissional uruguaio, que atuava como defensor.

## Carreira
Alfonso Domínguez fez parte do elenco da Seleção Uruguaia de Futebol da Copa do Mundo de 1990.

## Títulos
- Copa América: 1987